# Crozier (cràter)
Crozier és un cràter d'impacte que es troba a la vora sud-oest de la Mare Fecunditatis, una mar lunar situada a la part oriental de la cara visible de la Lluna. Es troba a l'est-nord-est del prominent cràter Colombo, i al sud-est del cràter Bellot, més petit.

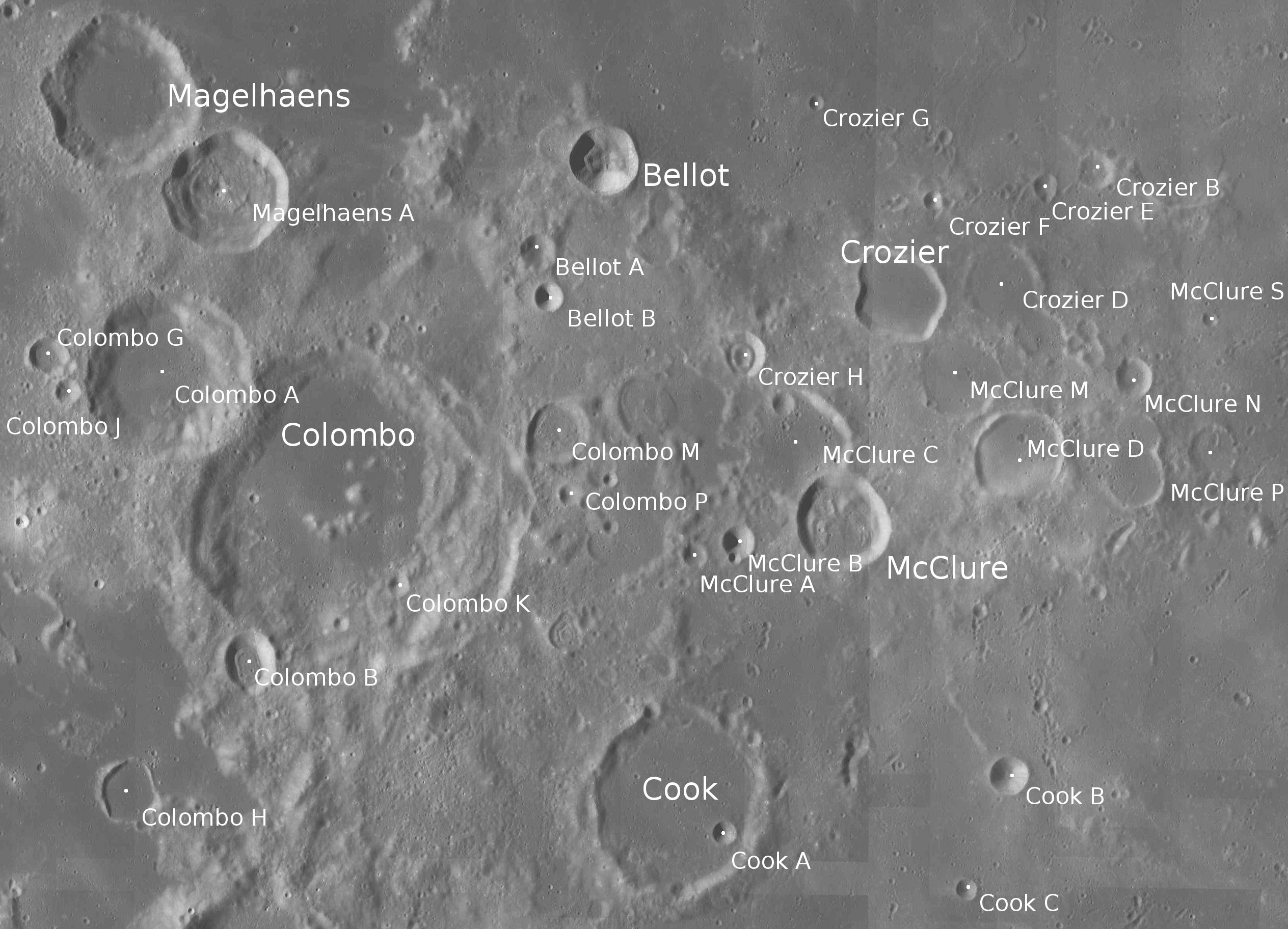
Localització de Crozier (superior dreta de la imatge)
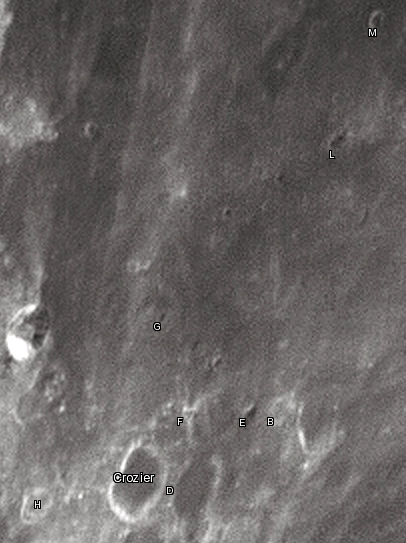
Cràters satèl·lit
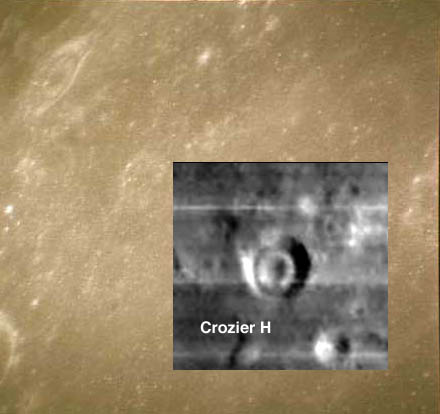
Fotografia de la missió Lunar Orbiter 4

L'estreta vora d'aquest cràter forma un recinte distorsionat que posseeix sortints als costats nord-oest, sud-oest, i sud-est. El sòl interior ha estat reconfigurat i gairebé desbordat per fluxos de lava basàltica, produint una superfície plana amb una albedo baixa que coincideix amb el to fosc de la mare circumdant. Gairebé adjacent a la vora exterior apareixen cràters inundats de lava similars, com Crozier D cap a l'est i Crozier M al sud-est.

## Cràters satèl·lit
Per convenció aquests elements són identificats en els mapes lunars posant la lletra en el costat del punt central del cràter que està més proper a Crozier.
| Crozier | Coordenades                          | Diàmetre |
| ------- | ------------------------------------ | -------- |
| B       | 12° 30′ S, 52° 24′ E / 12.5°S,52.4°E | 8 ;km    |
| D       | 13° 24′ S, 51° 42′ E / 13.4°S,51.7°E | 21 km    |
| E       | 12° 42′ S, 52° 00′ E / 12.7°S,52.0°E | 6 km     |
| F       | 12° 48′ S, 51° 00′ E / 12.8°S,51.0°E | 5 km     |
| G       | 12° 06′ S, 50° 06′ E / 12.1°S,50.1°E | 4 km     |
| H       | 14° 00′ S, 49° 24′ E / 14.0°S,49.4°E | 11 km    |
| L       | 10° 00′ S, 51° 24′ E / 10.0°S,51.4°E | 6 km     |
| M       | 8° 54′ S, 53° 24′ E / 8.9°S,53.4°E   | 6 km     |